# Дардаи, Паль
Па́ль Да́рдаи (венг. Dárdai Pál; род. 16 марта 1976, Печ) — венгерский футболист, опорный полузащитник; тренер.

## Биография
Паль Дардаи родился в венгерском городе Печ. Свою профессиональную карьеру футболист начал в клубе «Печ». В январе 1996 года перебрался в БВСК.
В январе следующего года его купила «Герта», в которой в первом же сезоне Дардаи провёл 10 матчей.
Дардаи долгое время являлся игроком основного состава «Герты». В составе «Герты» он выступал в Кубке УЕФА. С 2009 года его появления в стартовом составе стали редки. В первой половине сезона 2010/11 Дардаи играл за резерв «Герты». За 14 лет, проведённых в клубе, Дардаи сыграл 297 матчей, став рекордсменом в истории клуба. В 2015 году назначен главным тренером футбольного клуба «Герта». Он тренировал берлинскую команду с 2015 по 2019 год, а в 2020-м перешёл на работу с молодёжкой берлинцев. В январе 2021 года вновь возглавил «Герту».

## Международная карьера
Дардаи дебютировал на международной арене в составе молодёжной сборной Венгрии в 1996 году. В первой сборной он впервые сыграл в товарищеской игре со сборной Словении 19 августа 1998 года. Первый свой гол Дардаи забил 10 октября в квалификации на Евро 2000 в ворота сборной Азербайджана.
Выступая в основном составе в центре полузащиты вместе с Кристианом Листешом, Дардаи выводил сборную на поле с капитанской повязкой 7 раз в 2006 году. Петер Вархиди не включил Дардаи в состав сборной на квалификацию Евро 2008, но в отборочном турнире чемпионата мира 2010 года новый тренер сборной Эрвин Куман вернул его в состав.

## Достижения
Командные
БВСК
- Финалист Кубка Венгрии 1995/96

«Герта»
- Обладатель Кубка немецкой лиги (2001, 2002)
- Обладатель Кубка Интертото (2006)

Личные
- Лучший игрок Венгрии 2006[6]

## Личная жизнь
Отец, Паль Дардаи-старший (1951—2017), также был футболистом и тренером. Трое сыновей: Палко (род. 1999), Мартон (род. 2002), и Бенце (род. 2006) также профессиональные футболисты. В июле 2023 все трое впервые сыграли в официальном матче под руководством Паля старшего в составе «Герты» в матче Второй Бундеслиги против «Фортуны» из Дюссельдорфа.

## Статистика

### Клубная карьера
| Сезон   | Клуб  | Страна   | Соревнование      | Матчи | Голы |
| ------- | ----- | -------- | ----------------- | ----- | ---- |
| 1991/92 | Печ   | Венгрия  | Чемпионат Венгрии | 4     | 0    |
| 1992/93 | Печ   | Венгрия  | Чемпионат Венгрии | 10    | 1    |
| 1993/94 | Печ   | Венгрия  | Чемпионат Венгрии | 10    | 1    |
| 1994/95 | Печ   | Венгрия  | Чемпионат Венгрии | 30    | 4    |
| 1995/96 | Печ   | Венгрия  | Чемпионат Венгрии | 14    | 5    |
| 1995/96 | БВСК  | Венгрия  | Чемпионат Венгрии | 7     | 0    |
| 1996/97 | БВСК  | Венгрия  | Чемпионат Венгрии | 15    | 3    |
| 1996/97 | Герта | Германия | Бундеслига II     | 10    | 0    |
| 1997/98 | Герта | Германия | Бундеслига        | 14    | 0    |
| 1998/99 | Герта | Германия | Бундеслига        | 21    | 1    |
| 1999/00 | Герта | Германия | Бундеслига        | 15    | 1    |
| 2000/01 | Герта | Германия | Бундеслига        | 24    | 2    |
| 2001/02 | Герта | Германия | Бундеслига        | 27    | 3    |
| 2002/03 | Герта | Германия | Бундеслига        | 29    | 4    |
| 2003/04 | Герта | Германия | Бундеслига        | 29    | 0    |
| 2004/05 | Герта | Германия | Бундеслига        | 17    | 0    |
| 2005/06 | Герта | Германия | Бундеслига        | 16    | 2    |
| 2006/07 | Герта | Германия | Бундеслига        | 28    | 3    |
| 2007/08 | Герта | Германия | Бундеслига        | 23    | 0    |
| 2008/09 | Герта | Германия | Бундеслига        | 26    | 1    |
| 2009/10 | Герта | Германия | Бундеслига        | 17    | 0    |
| 2010/11 | Герта | Германия | Бундеслига II     | 1     | 0    |

### Карьера в сборной
|   | Дата            | Город     | Соперник             | Забитый гол | Счёт | Соревнование           |
| - | --------------- | --------- | -------------------- | ----------- | ---- | ---------------------- |
| 1 | 10 октября 1998 | Баку      | Азербайджан          | 1-0         | 4-0  | Квалификация Евро 2000 |
| 2 | 7 сентября 2002 | Рейкьявик | Исландия             | 2-0         | 2-0  | Товарищеский матч      |
| 3 | 20 ноября 2002  | Будапешт  | Молдавия             | 1-1         | 1-1  | Товарищеский матч      |
| 4 | 30 мая 2006     | Манчестер | Англия               | 1-2         | 1-3  | Товарищеский матч      |
| 5 | 24 мая 2006     | Зеница    | Босния и Герцеговина | 3-0         | 3-1  | Квалификация Евро 2008 |